# Kasper Hjulmand
Kasper Hjulmand (ur. 9 kwietnia 1972 w Aalborgu) – duński piłkarz, a także trener.

## Kariera piłkarska
W swojej karierze Hjulmand występował w zespołach Randers Freja, Herlev IF oraz Boldklubben af 1893.

## Kariera trenerska
Karierę szkoleniową Hjulmand rozpoczął w klubie Lyngby BK, gdzie trenował zespoły juniorów. Prowadził też drużynę U-19, a także był asystentem trenera pierwszej drużyny. W 2006 roku został samodzielnym trenerem Lyngby. W sezonie 2006/2007 awansował wraz z nim z 1. division do Superligaen. Po sezonie 2007/2008, w którym Lyngby spadło do 1. division, Hjulmand odszedł do FC Nordsjælland, gdzie został asystentem Mortena Wieghorsta. Funkcję tę pełnił przez trzy sezony, po czym awansował na stanowisko pierwszego szkoleniowca Nordsjælland. W sezonie 2011/2012 zdobył z nim mistrzostwo Danii. W następnym sezonie, w którym wywalczył z Nordsjælland wicemistrzostwo Danii, prowadził klub w rozgrywkach Ligi Mistrzów. Jego zespół znalazł się w grupie z Juventusem, Szachtarem Donieck i Chelsea. Przegrał tam 5 z 6 meczów, a 1 zremisował, po czym zajął 4. miejsce i odpadł z rozgrywek. W Nordsjælland Hjulmand pracował do końca sezonu 2013/2014.
Następnie Hjulmand został trenerem niemieckiego klubu 1. FSV Mainz 05, grającego w Bundeslidze. W lutym 2015 roku został zwolniony z zajmowanej posady. W styczniu 2016 roku ponownie został szkoleniowcem FC Nordsjælland, z którego odszedł w marcu 2019 roku.
W 2020 roku objął funkcję selekcjonera reprezentacji Danii. Doprowadził ją do półfinału przełożonych na 2021 rok Mistrzostw Europy 2020. Następnie poprowadził Danię podczas Mistrzostw Świata 2022, które zakończyła na fazie grupowej. Był również selekcjonerem tej reprezentacji podczas Mistrzostw Europy 2024, w których osiągnęła 1/8 finału. Po tym turnieju Hjulmand zrezygnował z pełnienia dotychczasowej funkcji.